# 防衛裝備廳
防衛裝備廳（日语：／ Bōei Sōbi Chō */?）是隸屬於日本防衛省的外局，成立於2015年（平成27年）10月1日。日本防衛裝備廳是基於2015年6月已經在國會通過的《修訂防衛省設置法》設置的新機構，即由防衛省將以原有的研究開發部門「技術研究本部」和與負責自衛隊裝備、駐軍設施等的「裝備設施本部」合併而成。新成立的防衛裝備廳將對防衛裝備的開發、購置、廢棄及出口進行統一管理，且此舉進而降低購置的成本，並且加速推動武器出口。

## 歷代廳長
日本政府内閣在2015年9月25日閣議上通過由原技術研究本部長渡邊秀明擔任第一任裝備廳長官。
| 代 | 姓名     | 在任期間                     | 前職           |
| -- | -------- | ---------------------------- | -------------- |
| 1  | 渡邊秀明 | 2015.10.1 - 2017年7月28日    | 技術研究本部長 |
| 2  | 鈴木良之 | 2017年7月28日 - 2018年8月3日 | 人事教育局長   |
| 3  | 深山延暁 | 2018年8月3日 -               | 地方協力局長   |